# Муризенго
Муризенго (итал. Murisengo) — коммуна в Италии, располагается в регионе Пьемонт, в провинции Алессандрия.
Население составляет 1521 человек (2008 г.), плотность населения составляет 100 чел./км². Занимает площадь 15 км². Почтовый индекс — 15020. Телефонный код — 0141.
Покровителем коммуны почитается святой Антоний Великий, празднование 22 сентября.

## Демография
Динамика населения:

## Администрация коммуны
- Официальный сайт: